# District de Bahraich
Le district de Bahraich (en hindi : बहराइच जिला) est une division administrative de la division de Devipatan dans l'État de l'Uttar Pradesh, en Inde.

## Géographie
Le centre administratif du district est Bahraich. 
La superficie du district est de 5 237 km2 et la population était en 2011 de 3 487 731 habitants.
Le taux d'alphabétisation est de 51,1%.